# (25054) 1998 QN55
(25054) 1998 QN55 est un astéroïde de la ceinture principale d'astéroïdes découvert en 1998.

## Description
(25054) 1998 QN55 a été découvert le 26 août 1998 au Centre de recherches en géodynamique et astrométrie (CERGA), à Caussols en France, par le projet scientifique européen OCA-DLR Asteroid Survey (ODAS).

### Caractéristiques orbitales
L'orbite de cet astéroïde est caractérisée par un demi-grand axe de 2,30 UA, un périhélie de 1,67 UA, une excentricité de 0,28 et une inclinaison de 4,53° par rapport à l'écliptique. Du fait de ces caractéristiques, à savoir un demi-grand axe compris entre 2 et 3,2 UA et un périhélie supérieur à 1,666 UA, il est classé, selon la JPL Small-Body Database, comme objet de la ceinture principale d'astéroïdes.

### Caractéristiques physiques
(25054) 1998 QN55 a une magnitude absolue (H) de 15,4 et un albédo estimé à 0,290.